# 리훙리
리훙리(중국어: 李宏利, 병음: Lǐ Hónglì, 한자음: 이홍리, 1980년 12월 26일~)는 중화인민공화국의 전직 역도 선수이다. 2008년 하계 올림픽 남자 미들급에서 은메달을 획득했으며 세계 선수권 대회에서 금메달 1개, 은메달 1개, 동메달 2개를 획득했다. 